# Tempero (álbum)
Tempero é o segundo álbum do Grupo Raça, lançado em 1989. Neste álbum destacam-se vários sucessos como a faixa-título "Tempero", "Axé" e "Papel Marché", regravação do cantor e compositor brasileiro João Bosco.

## Faixas
| N.º | Título                     | Duração |  |
| 1.  | "Papel Marché"             | 3:04    |  |
| 2.  | "Tempero"                  | 3:38    |  |
| 3.  | "Cacatua"                  | 3:34    |  |
| 4.  | "Axé"                      | 2:55    |  |
| 5.  | "Morena do Cabelo de Henê" | 3:18    |  |
| 6.  | "Arte Final"               | 2:22    |  |
| 7.  | "A Voz de Deus"            | 3:20    |  |
| 8.  | "Skindô"                   | 2:53    |  |
| 9.  | "Canela em Pó"             | 2:44    |  |
| 10. | "Tira Gosto"               | 3:03    |  |
| 11. | "Campineiro"               | 2:49    |  |
| 12. | "Diploma da Vida"          | 2:39    |  |